# Ventilador

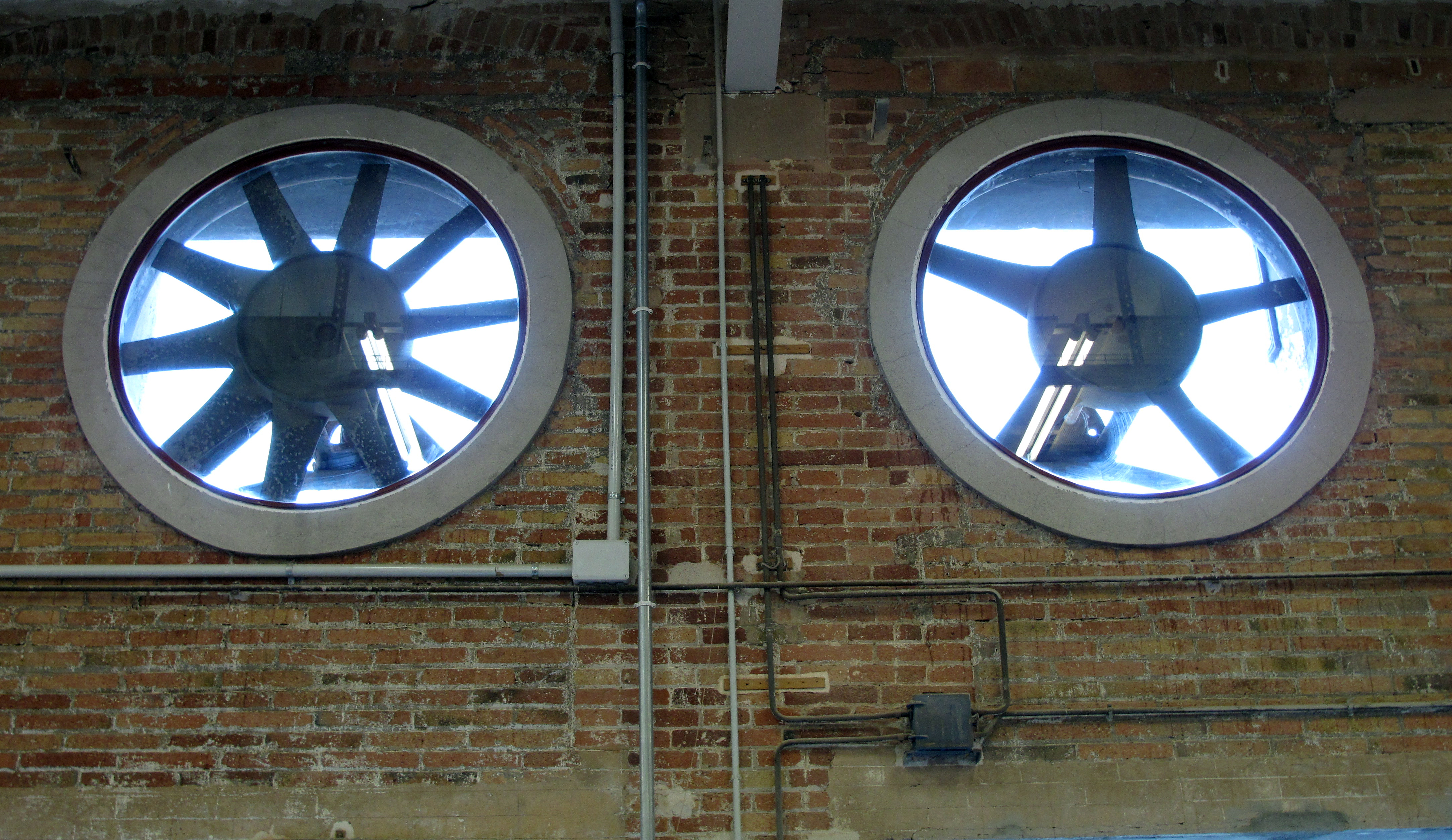
Ventiladores industriales en una fábrica en Barcelona.

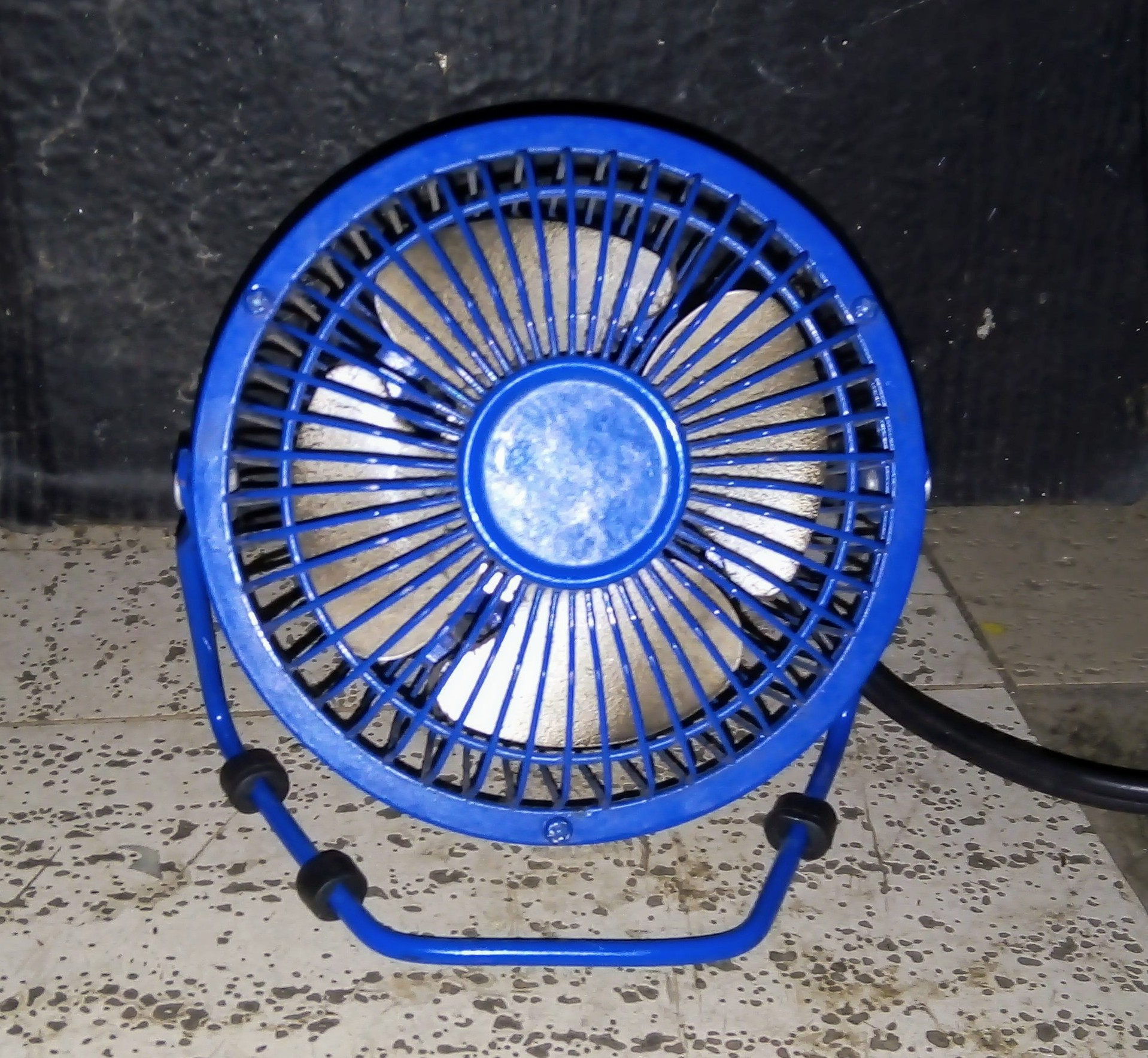
Ventilador pequeño, llamado «abanico» en algunas zonas.

Un ventilador es una máquina de fluido o, más exactamente, un aparato que transmite energía para generar la presión necesaria con la que se mantiene un fluido continuo de aire en distintas partes. Se utiliza para usos muy diversos como: ventilación de ambientes, refrigeración de máquinas u objetos o para mover gases, principalmente el aire, por una red de conductos. En su versión más corriente, un ventilador es un aparato que absorbe energía mecánica y la transfiere a un gas, proporcionándole un incremento de presión no mayor de 10 kPa (1000 mm c. a. aproximadamente), por lo que da lugar a una variación muy pequeña del volumen específico y por tanto se podría considerar como una máquina hidráulica.
El ventilador convencional consiste de una serie de aspas rotativas que actúan sobre el aire y lo dispersan en un medio determinado.
Generalmente, las aspas/rotor/hélice, fundamentales en los ventiladores, están contenidas dentro de algún tipo de estructura o caja. Esto les permite dirigir el aire hacia la dirección deseada y también lo hace más seguro, ya que previene que objetos entren en contacto con las hojas.[cita requerida]

## Historia

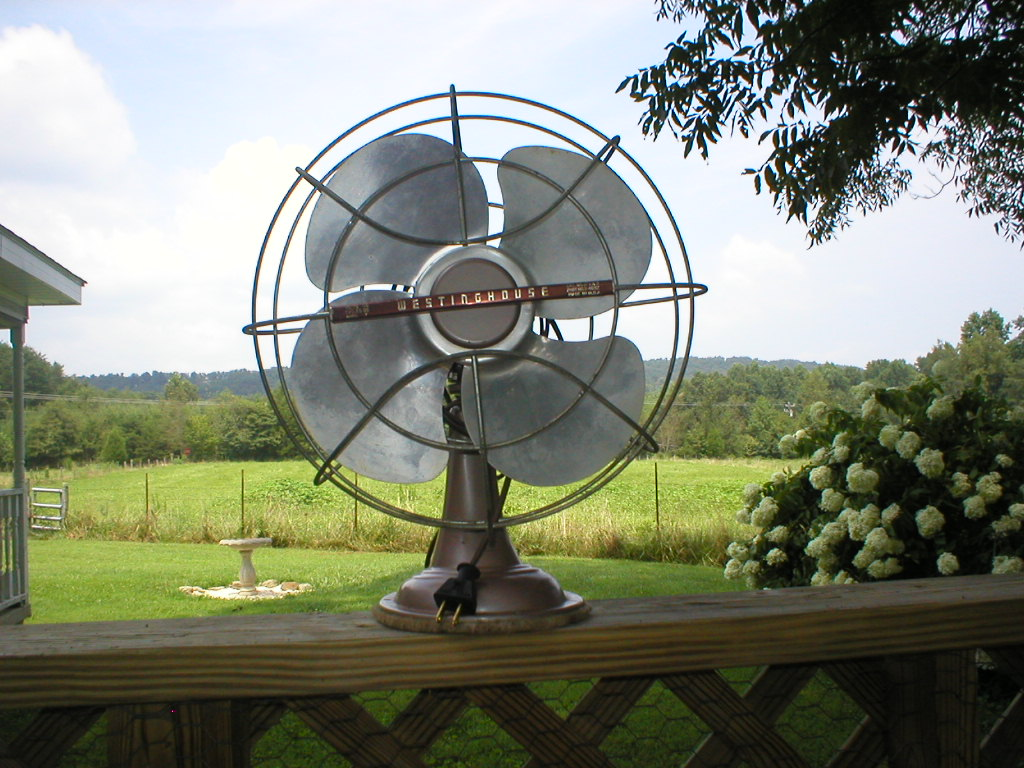
Ventilador de mesa Westinghouse antiguo, ejemplo de ventilador axial.

Los ventiladores más antiguos, de los que se tiene referencia, eran manuales, en principio con mango fijo, como el flabellum, que aparece en la cultura egipcia, al menos desde la dinastía XIX, para pasar posteriormente en el siglo V a. de C. a la Antigua Grecia, en la que tenía forma de palmeta, tal como aparece en pinturas de vasos de cerámica. También de la Antigua Roma hay pinturas en las que se representan esclavos manejando el flabellum.
Manejado también por esclavos, pero ya con cierto mecanismo, es el «abano», que era un bastidor con tela gruesa que se colgaba del techo y se movía mediante un sistema de cuerdas y poleas, que ya usaban los árabes a principios del siglo VII. También se encuentra en la India y Medio Oriente con el nombre de punkah, era un ventilador que se colgaba del techo y cubierto por un marco de tela, que funcionaba cuando los sirvientes o “punkawallahs” accionaban a través de unas cuerdas tiradas por los sirvientes o punkawallahs. Y son por tanto, los primeros ventiladores semi mecánicos.
En China, el origen del abanico rígido se sitúa hacia 2697 a. C., con el emperador Hsiem Yuan, y la referencia escrita más antigua (1825 a. C.) menciona dos abanicos de plumas ofrecidos al emperador Tchao Wong, de la dinastía Zhou.[cita requerida]
En 1836, Omar-Rajeen Jumala creó el primer ventilador mecánico, consistía en unas grandes aspas metálicas o de madera impulsadas por unas ruedas hidráulicas y en principio su uso estaba destinado para las fábricas y para las minas de carbón. Pero el ventilador similar o precursor del que conocemos hoy como tal aparece en 1886, y es un invento del estadounidense Schuyler Skaats Wheeler, que fue comercializado por su empresa Crocker & Wheeler, instalada en Nueva York. Era de pequeño tamaño y diseñado para ponerlo sobre una mesa. Casi simultáneamente apareció en Alemania una versión de techo creada por el ingeniero Philip Diehl.

## Usos
El tipo de ventilador más conocido se utiliza para la ventilación o para aumentar la velocidad del aire en un espacio habitado, básicamente para refrescar. Por esta razón, es un elemento muy utilizado en climas cálidos.

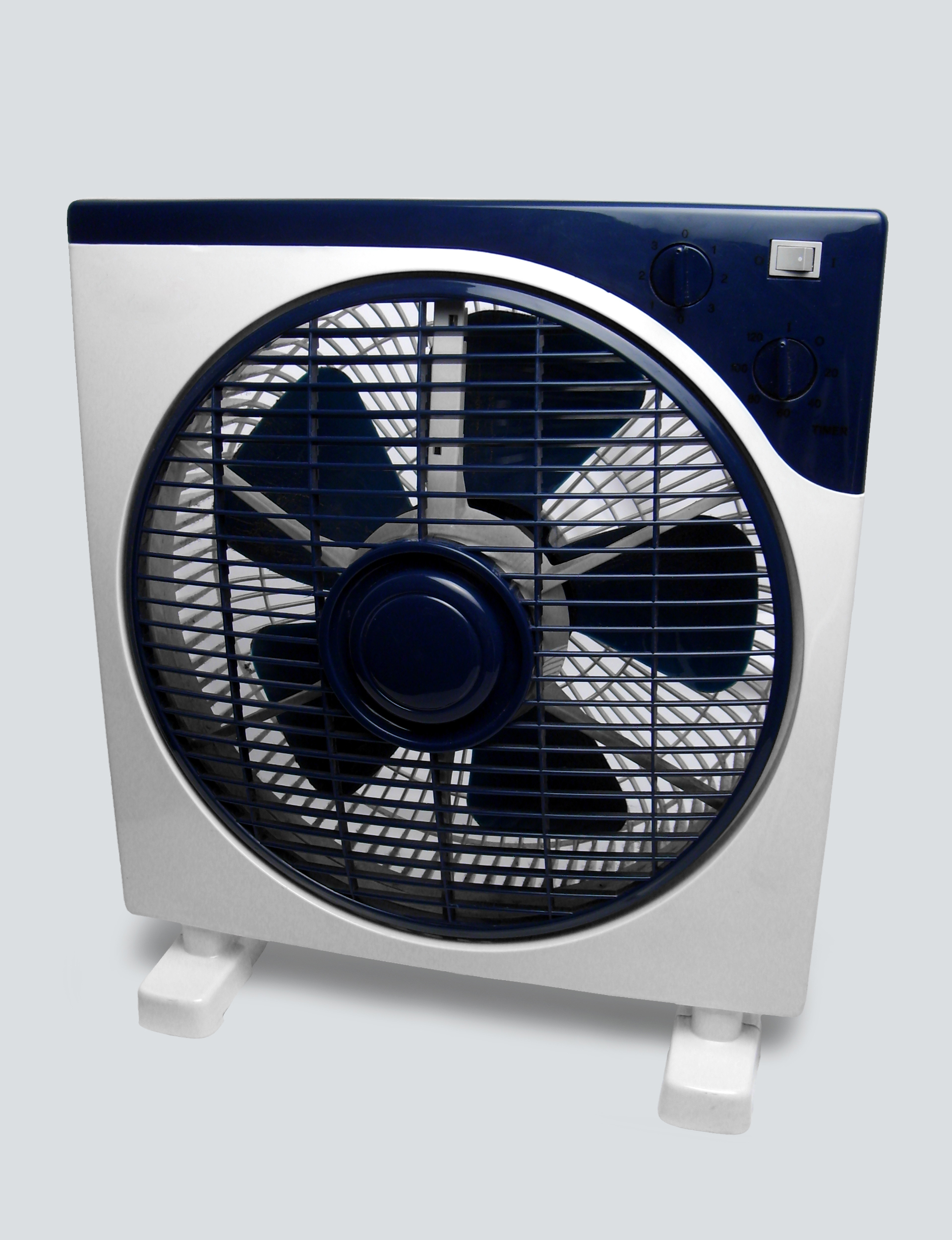
Un ventilador de piso. En países como Argentina, este tipo de ventilador es llamado «turboventilador», porque, además del giro de la hélice central, se produce independientemente el giro de la parrilla frontal.

Como máquinas de transporte, los ventiladores se usan principalmente para producir un flujo de gases de un punto a otro. Dicho flujo se puede utilizar como soporte para transportar otras sustancias u otros materiales como ocurre en la fluidización en la que partículas sólidas (cenizas, polvos, basuras, etc.) se mueven suspendidas en una corriente de un fluido.[cita requerida]
También de forma secundaria, se utiliza el ventilador para asistir a un intercambiador de calor con funciones de disipador o de radiador, con el fin de aumentar la transferencia de calor entre sólido y aire o entre fluidos que interactúan. Un ejemplo de esto son los evaporadores y condensadores en los sistemas de refrigeración por aire, en los que un ventilador mejora la eficiencia de la transmisión entre el refrigerante y el aire ambiente. Otro ejemplo muy actual, son los conocidos como coolers o ventiladores de las computadoras. Aunque de pequeño tamaño, cumplen las mismas funciones, mejorando la transmisión entre un componente electrónico y una pieza, generalmente de aluminio o cobre, llamada radiador, para así disipar el calor producido por el paso de la corriente eléctrica.[cita requerida]
Los equipos de acondicionamiento de aire conocidos como unidades de tratamiento del aire, disponen de uno o dos ventiladores centrífugos para hacer circular el aire a través de la unidad y de la red de conductos que distribuye el aire tratado en una edificación o en un proceso industrial.[cita requerida]
También utilizan un ventilador, generalmente centrífugo, los quemadores de las calderas de combustibles, tanto líquidos como gaseosos, para aportar el aire necesario a la combustión y facilitar la mezcla combustible-comburente en el interior del hogar.[cita requerida]
Los dispositivos de ventilación utilizados en lugares en los que se requiere más ventilación que la natural proporcionada por los huecos de fachadas, son ventiladores que extraen el aire viciado y provocan la entrada de aire fresco por «depresión», o bien, impulsan aire fresco y evacuan el aire viciado por «sobrepresión». Aunque más caro, es más eficaz utilizar ambos sistemas simultáneamente, sobre todo si el aire se distribuye mediante bocas de entrada y salida en cada local.[cita requerida].

### Ventiladores y compresores
Aunque tanto los ventiladores como los compresores tienen como función impulsar un gas aumentando su presión, entre ambos existen diferencias: El objeto fundamental de los primeros es mover un flujo de gas, a menudo en grandes cantidades, con aumentos generalmente reducidos de presión; mientras que los segundos están diseñados principalmente para producir grandes presiones y flujos de gas relativamente pequeños.[cita requerida]
En el caso de los ventiladores, el aumento de presión es generalmente tan insignificante, comparado con la presión absoluta del gas, que la densidad de este puede considerarse inalterada durante el proceso. Esto implica, que el gas puede modelarse como líquido incompresible y por consiguiente no hay diferencia entre la forma de operación de un ventilador y de una bomba, o lo que es lo mismo, matemáticamente se pueden tratar en forma análoga.[cita requerida]

## Tipos de ventiladores

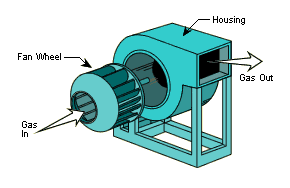
Ventilador centrífugo

No existe una clasificación: de los ventiladores que se pueda considerar oficial o reconocida. Aquí se ofrece la siguiente:

### Atendiendo a su función
- Ventiladores tubulares: para acoplar o intercalar en un conducto circular.
- Ventiladores murales: conocidos también como extractores, tienen la función de trasladar aire entre dos espacios, separados por el muro en que se ubica el extractor.
- Ventiladores de chorro: aparatos usados para proyectar una corriente de aire incidiendo sobre personas o cosas.

### Atendiendo a la trayectoria del aire
- Ventiladores centrífugos: en ellos, la trayectoria del aire sigue una dirección axial a la entrada y paralela a un plano radial a la salida. Entrada y salida están en ángulo recto. El rodete de estos aparatos está compuesto de álabes que pueden ser: «hacia delante», «radiales» o «hacia atrás».
- Ventiladores axiales: la entrada de aire y su salida siguen una trayectoria según superficies cilíndricas coaxiales.
- Ventiladores transversales: la trayectoria del aire en el rodete es normal al eje, tanto a la entrada como a la salida, cruzando el cuerpo del mismo.
- Ventiladores helicocentrífugos: son aparatos intermedios de los anteriores. El aire entra como en los axiales y sale igual que en los centrífugos.

### Atendiendo a la presión
- Ventiladores de baja presión: se llaman así los que no alcanzan los 70 pascales. Suelen ser centrífugos. Los más característicos son los utilizados en climatizadores.
- Ventiladores de media presión: cuando la presión llega entre los 70 y 3000 pascales. Pueden ser centrífugos o axiales.
- Ventiladores de alta presión: cuando la presión está por encima de los 3000 pascales. Suelen ser centrífugos, con rodetes estrechos y de gran diámetro.

### Atendiendo a las condiciones de funcionamiento
- Ventiladores estándar: son los aparatos que vehiculan aire sin cargas importantes de contaminantes, humedad, polvo o partículas agresivas con temperaturas máximas de 40 °C , si el motor está en la corriente de aire.
- Ventiladores especiales: son los diseñados para tratar aire caliente, corrosivo, húmedo etc., o bien para ser instalados en el tejado o dedicados al transporte neumático (fluidización).

### Atendiendo al sistema de accionamiento
- Accionamiento directo: cuando el motor eléctrico tiene el eje común, o en prolongación con el del rodete o hélice del ventilador.
- Accionamiento por transmisión: como es el caso de transmisión por correas y poleas para separar el motor de la corriente del aire (por caliente, explosivo, etcétera).

### Atendiendo al control de las prestaciones

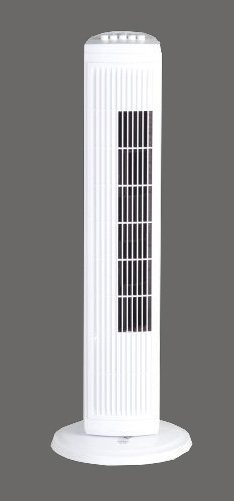
Ventilador de piso

Es el caso de ventiladores de velocidad variable mediante el uso de: reguladores eléctricos, compuertas de admisión o descarga, modificación del caudal por inclinación variable de los álabes de las hélices, etcétera.
Mención aparte tienen los ventiladores con uso exclusivo de refrescamiento que se utilizan en el ambiente doméstico o en pequeños espacios y que disponen de un sistema de soporte para su ubicación:
- De pared: se fijan a la pared, permitiendo una mayor circulación en lugares pequeños, donde el uso de ventiladores de otro tipo sería engorroso debido al tamaño o a la disposición del local, o en conjunto con otros ventiladores, proporcionando una mayor circulación de aire.
- De mesa: son ventiladores axiales de baja potencia utilizados especialmente en oficinas o en ambientes donde necesitan poca ventilación. A veces también los hay centrífugos.
- De pedestal: similares a un ventilador de mesa pero que se apoyan en el suelo por medio de un pedestal y además se puede regular su altura. Se usan mucho en los dormitorios, especialmente en lugares de clima caliente.
- De piso: son portátiles y silenciosos, posibilitan que sean colocados en el suelo en cualquier ambiente de una casa, pudiendo ser trasladados a cualquier parte. Los hay de varios modelos y formas.
- De techo: son ventiladores verticales, sus aspas están en posición horizontal, y por lo tanto el aire va hacia abajo. Muy comunes, utilizados en habitaciones donde no hay espacio disponible en las paredes o el suelo, pueden ser muy peligrosos si no están correctamente fijados al techo.
- Sin aspas: son ventiladores con una forma circular tradicional pero en lugar de tener aspas (hélice) impulsan el aire por medio de canales de aire que generan la misma función.

Cabe también destacar que los ventiladores de techo se han convertido en un elemento muy popular gracias a su nueva función de lámpara. Así, podemos hacer la siguiente clasificación:
- Con luz.
- Sin luz: son ventiladores de techo cuya función principal es refrescar el área, estos suelen incorporar o se le puede añadir una luz si se desea pero deberían de ir acompañados por focos.

## Curva característica de un ventilador

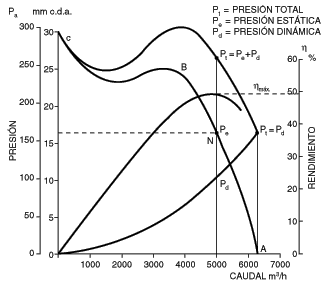
Curva característica de un ventilador

Los parámetros necesarios para la selección de un ventilador son; el caudal que debe mover y la pérdida de carga a vencer al rozamiento del aire con los conductos, rejillas, etcétera. Los ventiladores helicoidales pueden mover un gran caudal, pero comunican poca presión al aire, por lo que no se suelen utilizar en instalaciones de conductos. Para este caso los ventiladores habituales son los centrífugos, que pueden vencer una pérdida de carga elevada.
El caudal y la presión de un ventilador, son variables dependientes que se pueden relacionar mediante una curva de trabajo. Se ensaya el aparato variándole la carga desde el caudal máximo al caudal cero. Todos los pares de valores obtenidos caudal-presión se llevan a unos ejes coordenados, obteniéndose un grupo de curvas, cuyo conjunto recibe el nombre de característica del ventilador.
Se observan en la figura curvas diferentes. Cada una de ellas representa un valor distinto y su lectura se hace en las escalas que la enmarcan.
Obsérvese que a descarga libre, es decir cuando la presión estática (Pe) es nula, el ventilador da el máximo caudal que puede mover; en este punto la Presión total es igual a la dinámica (Pt = Pd). Asimismo, cuando el ventilador esta obturado, es decir que da el mínimo caudal, la Presión dinámica (Pd) es nula; en este punto, la Presión total es igual a la estática (Pt = Pe). Otra curva que se puede ver en el gráfico: es la curva de rendimiento (η), que se lee en % en la escala de la derecha. Se ve que el rendimiento del ventilador, depende del caudal que está moviendo y se marca el rendimiento máximo.
La zona idónea de trabajo del ventilador, por tanto, es el tramo A-B de su curva de «presión estática». Entre B y C su funcionamiento es inestable, el rendimiento desciende rápidamente y aumenta notablemente el ruido. Por ello, en muchos catálogos se representa solo el tramo eficaz de funcionamiento, obviando el tramo hasta la presión máxima de que es capaz.
Para conocer el punto en que trabajará un ventilador, una vez determinada la pérdida de carga que debe vencer, no hay más que marcarla sobre el eje de ordenadas. A partir de aquí y con una horizontal se corta la curva de presión estática en un punto, a partir del cual y mediante una línea vertical, en el eje de abscisas se obtiene el caudal que proporcionará el ventilador en cuestión, trabajando contra la pérdida de carga que se ha considerado inicialmente.